# Okręg wyborczy Mortherwell North
Okręg wyborczy Motherwell North powstał w 1983 r. i wysyłał do brytyjskiej Izby Gmin jednego deputowanego. Został zlikwidowany w 1997 r.

## Deputowani do brytyjskiej Izby Gmin z okręgu Motherwell North
- 1983–1987: James Hamilton, Partia Pracy
- 1987–1997: John Reid, Partia Pracy